# Shoul
Shoul (en àrab السهول, as-Shūl; en amazic ⵙⵀⵓⵍ) és una comuna rural de la prefectura de Salé, a la regió de Rabat-Salé-Kenitra, al Marroc. Segons el cens de 2014 tenia una població total de 19.915 persones.